# Горн, Вальтер
Вальтер Горн (нем. Walter Gorn; 24 сентября 1898 — 10 июля 1968) — немецкий офицер, генерал-майор (с октября 1944), участник Первой и Второй мировых войн, кавалер Рыцарского креста с Дубовыми листьями и Мечами.

## Первая мировая война
Призван на военную службу в ноябре 1916 года. Служил в гренадерском полку, с августа 1917 года до конца войны — в пулемётной роте штурмового полка. Награждён Железным крестом 2-й степени.
С декабря 1918 по сентябрь 1919 года — в добровольческом полку (воевал против поляков, получил звание унтер-офицера).

## Между мировыми войнами
В июне 1920 года Горн поступил на службу в полицию (в звании унтервахтмайстера), в 1927 году стал лейтенантом полиции, с ноября 1934 года — капитан полиции.
В октябре 1935 года перешёл на службу в армию в звании капитана, на должность заместителя командира роты мотоциклетного батальона.
С июля 1939 года — комендант штаба 19-го корпуса.

## Вторая мировая война
В январе — октябре 1940 года — командир запасного батальона, с марта 1940 — майор.
С октября 1940 года — командир пехотного батальона. Участвовал в Балканской кампании (в Сербии). В апреле 1941 года награждён Железным крестом 1-й степени и Рыцарским крестом (№ 267).
С 22 июня 1941 года — на Восточном фронте (Тарнополь, Умань, Днепропетровск, Киев, Сумы, Курск).
С февраля 1942 года — подполковник, командир мотоциклетного батальона 9-й танковой дивизии, награждён Золотым Германским крестом. В августе 1942 года награждён Дубовыми листьями (№ 113) к Рыцарскому кресту.
С октября 1942 года — командир гренадерского полка 9-й танковой дивизии. С марта 1943 года — полковник. В июне 1943 года за бои в районе Орла награждён Мечами (№ 30) к Рыцарскому кресту с Дубовыми листьями.
С ноября 1943 года — начальник учебных курсов в училище танковых войск. С июля 1944 года — командир 561-й народно-гренадерской дивизии (в Восточной Пруссии). С октября 1944 года — генерал-майор. С апреля 1945 года — командир 710-й пехотной дивизии (в Австрии).
8 мая 1945 года — взят в плен американскими войсками.

## После войны
В американском плену до июня 1947 года.

## Награды
- Железный крест (1914) 2-го класса (Королевство Пруссия)
- Почётный крест Первой мировой войны 1914/1918 с мечами (1934)
- Медаль «В память 1 октября 1938 года» с пряжкой «Пражский замок»
- Пряжка к Железному кресту 2-го класса (16 октября 1939)
- Железный крест 1-го класса (8 апреля 1941)
- Медаль «За зимнюю кампанию на Востоке 1941/42»
- Немецкий крест в золоте (8 февраля 1942)
- Рыцарский крест Железного креста с дубовыми листьями и мечами
  - рыцарский крест (20 апреля 1941)
  - дубовые листья (№ 113) (17 августа 1942)
  - мечи (№ 30) (8 июня 1943)
- Нагрудный знак «За ближний бой» в бронзе
- Нагрудный знак «За танковую атаку» в бронзе
- Нагрудный знак «За ранение» (1939) в чёрном и в серебре
- Орден «За храбрость» 4-я степень 1-го класса[1] (Царство Болгария)